# Холтби, Брэйден
Брэ́йден Хо́лтби (англ. Braden Holtby; 16 сентября 1989; Ллойдминстер, Альберта, Канада) — канадский хоккеист, вратарь клуба НХЛ «Даллас Старз». Обладатель Кубка Стэнли 2018 в составе «Вашингтон Кэпиталз».

## Карьера игрока

### Ранние годы
Начинал свою карьеру с выступлений за юниорские команды родного города Ллойдминстер. В 2006 году начал играть в «Саскатун Блэйдс», выступающем в Западной хоккейной лиге (WHL). За свой последний сезон в «Блэйдс» он одержал 40 побед в 61 игре.

### Профессиональная карьера

#### Вашингтон Кэпиталз
На драфте НХЛ 2008 года Холтби был выбран в четвёртом раунде под общим 98-м номером клубом «Вашингтон Кэпиталз». С 2009 года он начал выступать за фарм-клуб «Херши Беарс» в АХЛ и «Саут Каролина Стингрейс» в ECHL. Играя за «Херши» и «Стингрейс», он добился впечатляющих результатов — 24 победы в 37 играх и 7 побед в 12 играх соответственно.
Брэйден дебютировал в НХЛ 5 ноября 2010 года в игре против «Бостон Брюинз». В том матче он вышел на замену Михалу Нойвирту за 10 минут до конца игры. При счете 3:3 Холтби отразил четыре броска, а «Кэпиталз» забили ещё две шайбы и одержали победу. Спустя два дня он впервые вышел в стартовом составе «Вашингтон Кэпиталз» в матче против «Филадельфия Флайерз», который «столичные» выиграли 3:2 в овертайме. 9 марта 2011 года Холтби провел свою первую в НХЛ игру «всухую» против «Эдмонтон Ойлерз», отразив 22 броска, и был назван игроком недели НХЛ. Несмотря на свои успехи, 27 марта 2011 года хоккеист был вновь отправлен в АХЛ играть за «Херши Беарс».
Вновь сыграть за столичную команду ему удалось лишь в последней игре сезона 2011—12, так как основной и резервный голкиперы — чехи Томаш Вокоун и Михал Нойвирт — были травмированы и даже пропускали первые матчи за Кубок Стэнли. В 2012 году Холтби вышел в стартовом составе «столичных» на первую игру серии плей-офф против «Бостон Брюинз», которая была проиграна 0:1. В следующей игре серии хоккеист отразил 43 броска из 44, что помогло «Кэпиталз» одержать победу — 2:1. Главный тренер команды Дейл Хантер решил выпустить Брэйдена в стартовом составе и на следующую игру, несмотря на то, что основные вратари восстановились после травм. В результате Холтби отыграл за столичный клуб все 7 матчей первого раунда плей-офф и помог команде выйти в полуфинал, став настоящей сенсацией серии. На играх полуфинала с «Нью-Йорк Рейнджерс» Брэйден вновь занял место в воротах «Кэпиталз». Эту серию «столичные» проиграли и выбыли из розыгрыша Кубка Стэнли. Результат Холтби в плей-офф 2012 года составили 7 побед в 14 играх и 93,5 % отбитых бросков.
25 февраля 2013 года Холтби продлил контракт с «Вашингтон Кэпиталз» на два года; сумма сделки составила $ 3,7 млн.
9 января 2015 года Брэйден обновил рекорд клуба по количеству матчей, проведенных подряд — игра с «Филадельфией» стала для вратаря 23-й в регулярном чемпионате 2014-15. Начиная с матча против «Аризона Койотис» 19 ноября, Холтби выходил на лёд в каждой игре. Таким образом, голкипер превзошёл достижение вратаря «Кэпиталз» Уэйна Стивенсона, установленное в сезоне-1979—80. Канадец продолжал выходить на лёд и в последующих четырёх матчах, вплоть до игры с «Нэшвилл Предаторз» 17 января, ставшей для него 27-й подряд. Холтби провёл в регулярном сезоне 2014—15 73 игры и одержал 41 победу, причём 9 из них — всухую. Тем самым он повторил сразу три клубных рекорда «Вашингтон Кэпиталз» — рекорды по числу матчей и побед, установленные Олафом Кёльцигом в сезоне 1999—2000 и рекорд по числу сухих игр, установленный Джимом Кэри в сезоне 1995—96. Кроме того, Брэйден установил новый рекорд клуба по числу отражённых бросков — 1887 (лучший результат среди вратарей лиги в сезоне по этому показателю). В 13 матчах плей-офф Брэйден одержал 6 побед с показателями 94,4 % отбитых бросков и 1.71 шайб за игру.
24 июля 2015 года Холтби подписал с «Кэпиталз» новый 5-летний контракт на сумму $ 30,5 млн.
В ноябре и декабре 2015 года Брэйден был назван второй звездой месяца. Он выиграл 9 из 10 декабрьских матчей, отражая 94,7 % бросков и пропуская 1,69 гола за игру.
9 апреля 2016 в матче с «Сент-Луисом» Холтби одержал свою 48-ю победу в регулярном чемпионате и повторил рекорд лиги, установленный Мартином Бродёром в сезоне 2006-07. Для этого достижения Брэйдену потребовалось 66 матчей, тогда как Бродёр установил свой рекорд, проведя в сезоне 78 матчей. По итогам сезона Холтби был признан лучшим вратарём регулярного чемпионата и получил «Везина Трофи».
Регулярный сезон 2017—18 Холтби провёл довольно слабо, отразив лишь 90,7 % бросков и пропуская почти 3 шайбы за матч. В концовке чемпионата он проиграв конкуренцию Филиппу Грубауэру и начал плей-офф как запасной голкипер. Но уже во втором матче серии против «Коламбус Блю Джекетс» по ходу игры Холтби заменил Грубауэра и до конца плей-офф стал основным голкипером команды. В финале Восточной конференции Брэйдэн «засушил» 6 и 7 матчи серии против «Тампы», позволив «Вашингтону» выиграть серию со счётом 4–3 и впервые с 1998 года выйти в финал розыгрыша. В финальной серии против «Вегас Голден Найтс» Холтби сыграл надёжнее вратаря соперников Флёри. За две минуты до конца второго матча серии при счёте 3:2 в пользу «Вашингтона» голкипер «Кэпиталз» отбил клюшкой бросок Алекса Така в пустой угол ворот, совершив сейв, который партнёры по команде и комментаторы назвали сейвом года, а сам Холтби — сэйвом всей его жизни. 7 июня Брэйдэн Холтби вместе с «Вашингтоном» выиграл свой первый Кубок Стэнли. В целом в 23 матчах плей-офф он отразил 92,2 % бросков, пропуская в среднем 2.16 шайб за игру.
6 марта 2019 года в матче с «Филадельфией Флайерс» Холтби одержал свою 250-ю победу в регулярных чемпионатах НХЛ. На это ему потребовалось 409 матчей, быстрее него такого результата достиг только Кен Драйден .

#### Ванкувер Кэнакс
После окончания сезона 2019/20 стал свободным агентом. 9 октября 2020 года подписал двухлетний контракт с «Ванкувер Кэнакс»; сумма сделки составила $ 8,6 млн. В сезоне 2020/21 голкипер провёл 21 матч (7 побед, 11 поражений, 3 поражения в овертайме) с коэффициентом надёжности 3,67 и 88,9 % отражённых бросков. 27 июля 2021 «Ванкувер» выставил Холтби на драфт отказов и выкупил его контракт.

#### Даллас Старз
28 июля 2021 подписал однолетний контракт с Даллас Старз на сумму $2 млн.

### Международная карьера
В 2007 году Холтби получил вызов в молодёжную сборную Канады на Чемпионат мира среди юниоров до 18 лет, в составе которой провёл 1 матч.
Был включён в состав сборной Канады на Кубке мира 2016 года, но не провёл на турнире ни одного матча.

## Личная жизнь
Женат на Бренди Холтби, есть сын Бенджамен и дочь Белль.

## Достижения

### Командные
АХЛ
| Год  | Команда     | Достижение    | Достижение |
| ---- | ----------- | ------------- | ---------- |
| 2010 | Херши Беарс | Кубок Колдера |            |

НХЛ
| Год        | Команда            | Достижение            | Достижение |
| ---------- | ------------------ | --------------------- | ---------- |
| 2016, 2017 | Вашингтон Кэпиталз | Президентский кубок   |            |
| 2018       | Вашингтон Кэпиталз | Приз принца Уэльского |            |
| 2018       | Вашингтон Кэпиталз | Кубок Стэнли          |            |

Международные
| Год  | Команда | Достижение            | Достижение |
| ---- | ------- | --------------------- | ---------- |
| 2016 | Канада  | Победитель Кубка мира |            |

### Личные
Юниорская карьера
| Год  | Команда         | Достижение                                                      | Достижение |
| ---- | --------------- | --------------------------------------------------------------- | ---------- |
| 2009 | Саскатун Блэйдз | Попадание в первую Сборную всех звёзд Восточной конференции WHL |            |

ECHL
| Год  | Команда                 | Достижение                | Достижение |
| ---- | ----------------------- | ------------------------- | ---------- |
| 2010 | Саут Каролина Стингрейс | Участник Матча всех звёзд |            |

АХЛ
| Год  | Команда     | Достижение                | Достижение |
| ---- | ----------- | ------------------------- | ---------- |
| 2011 | Херши Беарс | Участник Матча всех звёзд |            |

НХЛ
| Год              | Команда            | Достижение                                 | Достижение |
| ---------------- | ------------------ | ------------------------------------------ | ---------- |
| 2016, 2017, 2018 | Вашингтон Кэпиталз | Участник Матча всех звёзд                  |            |
| 2016             | Вашингтон Кэпиталз | Везина Трофи                               |            |
| 2016             | Вашингтон Кэпиталз | Попадание в первую Сборную всех звёзд НХЛ  |            |
| 2017             | Вашингтон Кэпиталз | Уильям М. Дженнингс Трофи                  |            |
| 2017             | Вашингтон Кэпиталз | Попадание во вторую Сборную всех звёзд НХЛ |            |

## Рекорды

### НХЛ
- Наибольшее количество побед в одном сезоне — 48 в сезоне 2015/16 (совместно с Мартином Бродёром в сезоне 2006/07)

### «Вашингтон Кэпиталз»
- Наибольшее количество сыгранных матчей в одном сезоне среди вратарей — 73 в сезоне 2014/15 (совместно с Олафом Кёльцигом (1999/00))
- Наибольшее количество сыгранных матчей подряд в одном сезоне среди вратарей — 23 в сезоне 2014/15
- Наибольшее количество поражений в овертайме в одном сезоне — 11 в сезоне 2014/15 (совместно с Олафом Кёльцигом (2005/06))
- Наибольший процент отражённых бросков в одном сезоне (для вратарей, отыгравших не менее 20-и матчей) — 92.5 в сезоне 2016/17
- Наибольшее количество отражённых бросков в одном сезоне — 1887 в сезоне 2014/15
- Лучший коэффициент надёжности в сезоне — 2.07 в сезоне 2016/17
- Наибольшее количество «сухих матчей» в одном сезоне — 9 в сезонах 2014/15, 2016/17 (совместно с Джимом Кэри (1995/96))
- Наибольшее количество «сухих матчей» за карьеру — 35 (2010—20) (совместно с Олафом Кёльцигом (1989—2008))
- Наибольший процент отражённых бросков за карьеру (для вратарей, отыгравших не менее 250-и матчей) — 91.6 (2010-20)
- Лучший коэффициент надёжности за карьеру (для вратарей, отыгравших не менее 250-и матчей) — 2.53 (2010-20)